# Alessandro Arcigli
Alessandro Arcigli (Messina, ...) è un ex tennistavolista e dirigente sportivo italiano.

## Carriera

### Allenatore

#### Nazionale Allievi maschile
Nel 1988 viene nominato dalla Fitet Allenatore della Squadra Nazionale Under 15 di Tennistavolo con la quale ha partecipato a 6 edizioni dei Campionati Europei Giovanili, a 21 Open Internazionali ed a numerosi Stages di preparazione tecnica all'estero. Da allenatore della Nazionale Allievi spiccano i successi ottenuti a Lubiana nel 1993 ed a Parigi nel 1994: 3 Ori, 2 Argenti e 3 Bronzi.

#### Nazionale assoluta femminile
Nel 1995 viene nominato Capo Allenatore della Nazionale Assoluta Femminile ed in questa veste consegue la qualificazione alle Olimpiadi di Atlanta 1996, con tre atlete che conseguirono un più che dignitoso nono posto.
Nel 1996 la nazionale assoluta femminile sfiora il podio agli Europei di Bratislava e nel 1997 conquista il quinto posto in Coppa Europa ed il decimo ai Mondiali di Manchester.

#### Nazionale assoluta maschile
Da fine 1997 al settembre 2000 ricopre il ruolo di vice allenatore della Nazionale Assoluta Maschile e quello di direttore tecnico delle Nazionali Giovanili Femminili.
In questa veste partecipa a numerosi edizioni di Campionati Mondiali ed Europei Assoluti, nonché ai Campionati Europei Giovanili di Topolcany 1997, di Norcia, di Fridek-Mistek (1999) e di Bratislava conquistando 2 Ori, 3 Argenti ed 1 Bronzo.
Oltre ad essere Allenatore delle varie Nazionali di Tennistavolo, Arcigli è stato direttore tecnico del centro di alta specializzazione di Messina dal 1994 al 2000 e sotto la sua guida si sono formati molti degli atleti che hanno vestito (e continuano a vestire) la maglia azzurra.

### Dirigente Sportivo
Oltre a sviluppare il proprio impegno in ambito tecnico Arcigli ha prestato la propria anche come dirigente sportivo ricoprendo la carica di:
- Consigliere regionale della Fitet dal 1986 al 1997
- Consigliere del C.U.S. Messina dal 1999 al 2009
- Componente del consiglio di presidenza del C.S.I. di Messina nel 2000-2001
- Responsabile tecnico nazionale del C.U.S.I nel 1999-2000
- Rappresentante degli atleti nel consiglio provinciale del C.O.N.I. di Messina
- Delegato provinciale Fitet nel 2005 e dal 2006 al 2009 presidente del comitato provinciale Fitet di Messina

### Incarichi con il Comitato Italiano Paralimpico
Attualmente gli è stata affidata la direzione tecnica delle squadre nazionali di tennistavolo per disabili.

Con questo ruolo ha diretto la nazionale azzurra in vari eventi:

#### 2005
- Campionati Europei Assoluti (2 Ori;2 Argenti e 2 Bronzi)
- Campionati Mondiali CP-ISRA (Bronzo a Squadre)
- Open di Italia, Svezia, Norvegia, Slovenia

#### 2006
- Campionati Mondiali Assoluti (2 Bronzi);
- Open di Slovacchia, Serbia, Slovenia, Polonia e Italia

#### 2007
- Campionato Mondiale IWAS (1 Oro; 3 Argenti; 2 Bronzi)
- Campionati Europei Assoluti (1 Oro; 3 Argenti; 3 Bronzi)
- Open di Giordania, Irlanda, Slovenia, Romania, Italia, Serbia, Argentina e Croazia

#### 2008
- Paraolimpiadi di Pechino (2 Argenti ed 1 Bronzo)
- Open di Inghilterra, Germania e Venezuela

#### 2009
- Campionati Europei Assoluti (2 Oro;3 Argenti e 2 Bronzi)
- Open di Ungheria, Rep. Ceca, Slovacchia, Slovenia, Romania e Brasile